# Original Net Animation
Original Net Animation (ONA, Animació original en xarxa) és un terme utilitzat al Japó per títols d'anime publicats directament a la xarxa d'internet. És una forma de distribució d'animació relativament nova que s'ha començat a implantar gràcies a la popularitat de la tecnologia streaming i el gran nombre d'aquest tipus de pàgines presents al Japó. Bàsicament, un ONA es defineix com un anime llençat primerament per mitjà d'internet, abans que arribi a altres formats com televisió o DVD. El nom està inspirat en la paraula OVA, un terme que ha estat utilitzat a la indústria de l'animació japonesa per referir-se a aquells llançaments que des de la dècada dels 80 arribaven directament en format de vídeo i més tard de DVD. Un creixent nombre de sèries animades utilitzen l'ONA per al llançament dels tràilers de les seves sèries.
Els ONA acostumen a tenir una durada bastant curta, d'entre 1 a 5 minuts.
La major part de la producció d'animació al Japó es fa per a televisió o per a altres formats audiovisuals, que inclouen ONA que es poden veure a la televisió, dispositius mòbils o ordinadors.

## Exemples
- Chocolate Underground
- Suzumiya Haruhi-chan no Yūutsu
- Nyoro~n Churuya-san
- Bōnen no Xamdō
- Bakemonogatari
- Planetarian: Chiisana Hoshi no Yume